# Neuhof (Burkau)

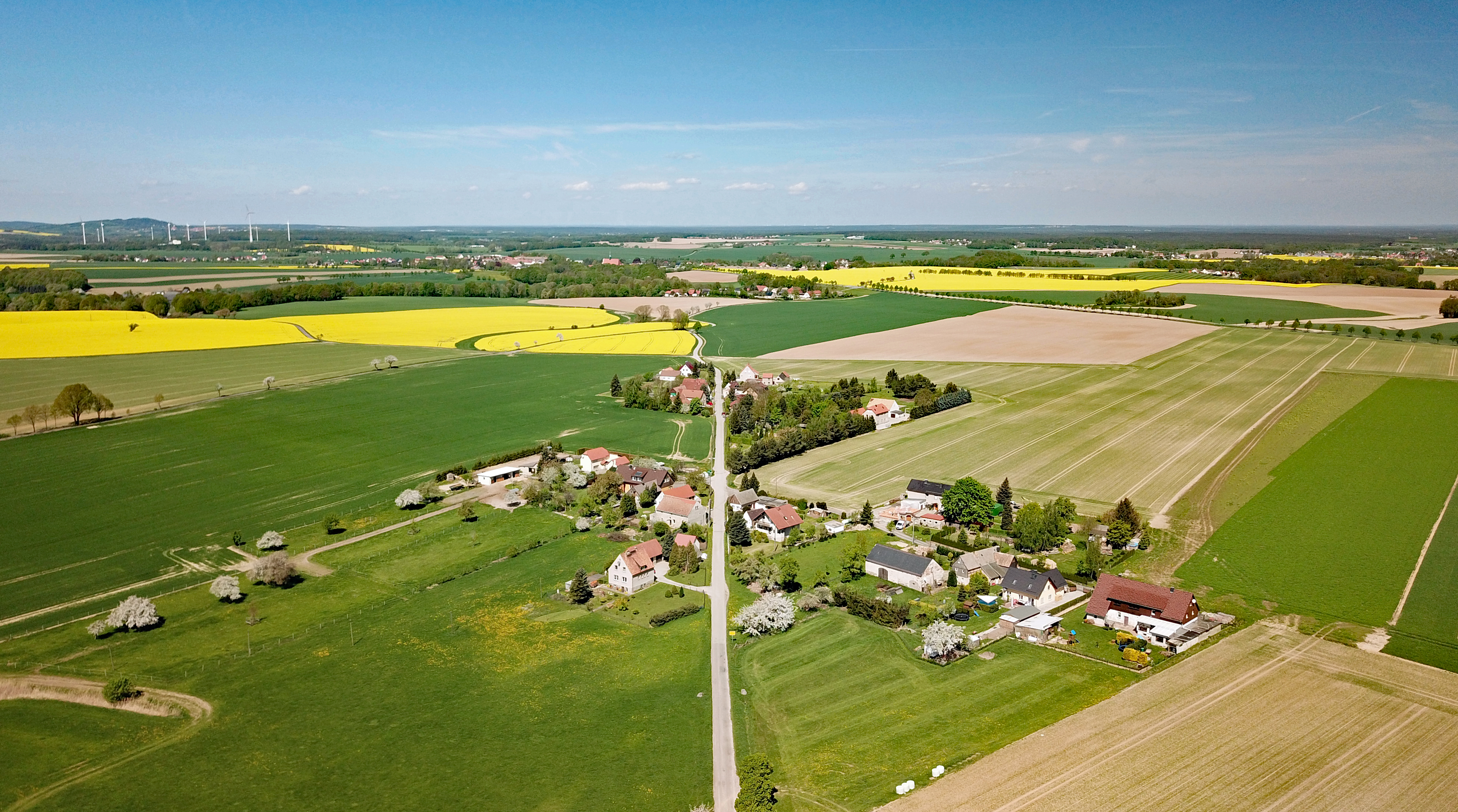
Luftbild

Neuhof, obersorbisch Nowy Dwór, ist ein Dorf im ostsächsischen Landkreis Bautzen und seit 1994 Ortsteil der Gemeinde Burkau. Es liegt in der Oberlausitz und zählt als einziger Ortsteil der Gemeinde zum Siedlungsgebiet der Sorben.

## Geografie
Der im Laufe des 19. Jahrhunderts aus einem Einzelgut – dem „Neuen Hof“ – hervorgegangene Ort befindet sich etwa 15 km westlich von Bautzen, 11 km südöstlich von Kamenz und fünf Kilometer nordöstlich des Gemeindezentrums Burkau auf einer Anhöhe zwischen den Tälern des Klosterwassers im Westen und der jungen Satkula im Osten. Das zur Flur Kleinhänchen gehörende Neuhof ist auf allen Seiten von Feldern umgeben.
Die Nachbarorte sind Siebitz im Nordosten, Tschaschwitz im Osten, Kleinhänchen im Südosten, Jiedlitz im Süden sowie Cannewitz und Schweinerden im Nordwesten.

## Geschichte

Das Wohnstallhaus am Feldweg ist das einzige erhaltene Kulturdenkmal in Neuhof

Das Gut zum Nawenhofe („zum Neuen Hof“) wurde erstmals 1519 in einer Urkunde als Rittersitz erwähnt und bildete den Ursprung des späteren Ortes, dessen Entwicklung erst im 19. Jahrhundert begann. Auf den zwischen 1780 und 1806 angefertigten sächsischen Meilenblättern ist nördlich von Jiedlitz lediglich ein Hof (unter der Bezeichnung „das Vorwerk“) sowie eine „Schaeferey“ verzeichnet. Beide gehörten zu diesem Zeitpunkt bereits zum Vorwerk des Gutes Kleinhänchen und wurden von diesem zur Siedlung ausgebaut. Gegen Ende des Jahrhunderts hatte Neuhof bereits seine heutige Ausdehnung erreicht.
Seit der Gründung der sächsischen Landgemeinden in den 1830er Jahren gehörte Neuhof zur Gemeinde Kleinhänchen. Gemeinsam mit Kleinhänchen wurde Neuhof bei der Gemeindegebietsreform 1994 nach Burkau eingemeindet und kam vom Kreis Kamenz in den Landkreis Bautzen.

## Bevölkerung

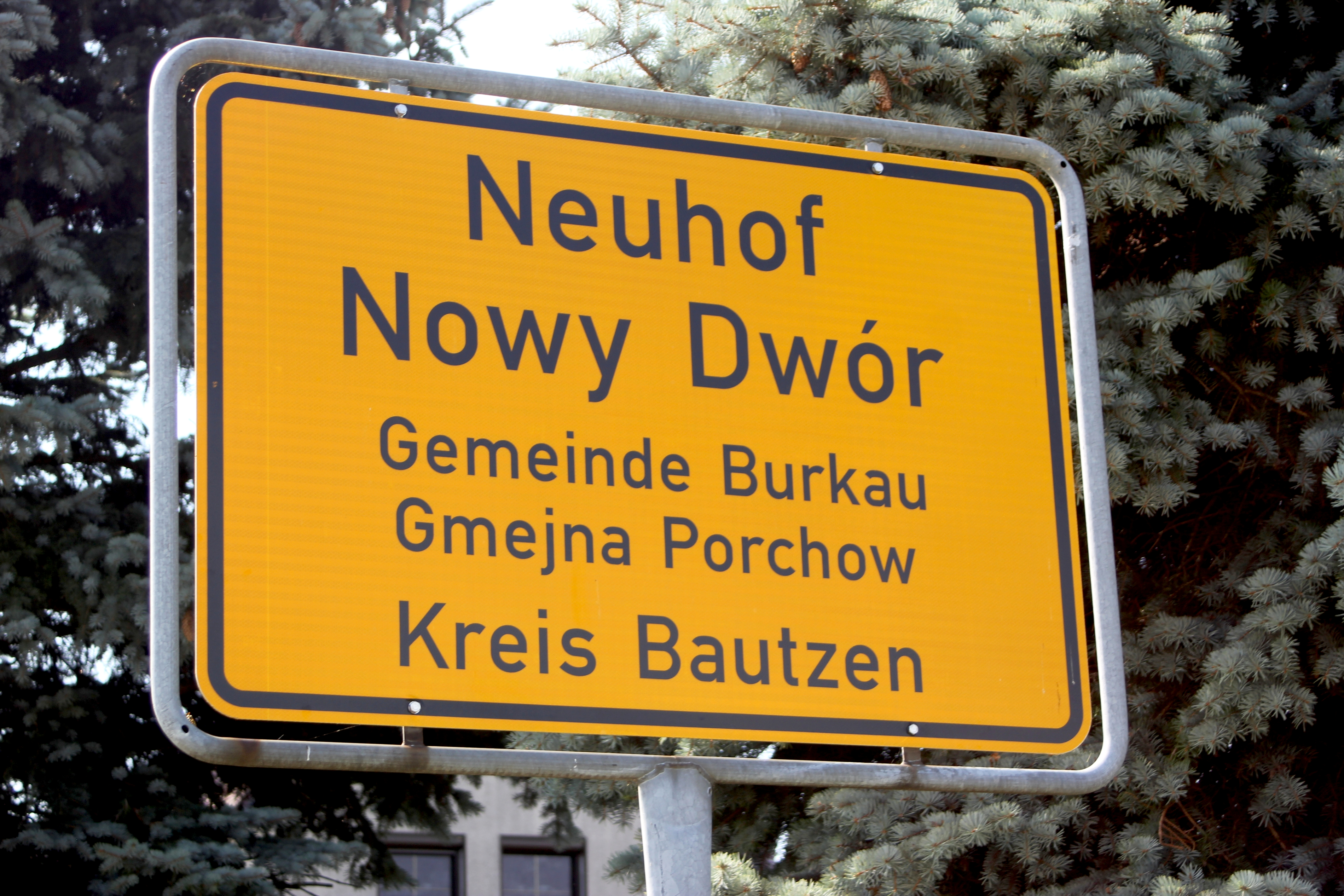
Ortsschild von Neuhof/Nowy Dwór

Im Jahre 1834 hatte Neuhof bereits 67 Einwohner, davon zwei Drittel Protestanten und ein Drittel Katholiken. Bis in die 1880er Jahre stieg die Einwohnerzahl auf 90 an, wobei laut der Statistik von Arnošt Muka 73 Einwohner (81 %) Sorben waren. Die Einwohnerzahl ist im Laufe des 20. Jahrhunderts auf unter 50 gesunken.
Die evangelischen Bewohner von Neuhof sind nach Uhyst am Taucher eingepfarrt; der katholische Bevölkerungsteil gehört zur sorbischen Kirchgemeinde Ostro.

## Infrastruktur
Unweit östlich von Neuhof verläuft die Staatsstraße 101 (Bischofswerda-Königswartha), über die sowohl die nahegelegene Anschlussstelle Uhyst a.T. der A 4 als auch die Landstraße von Bautzen nach Kamenz in wenigen Minuten erreichbar ist.
Auf der Anhöhe westlich des Ortes befindet sich eine Windkraftanlage.